# Światowe Igrzyska Halowe w Lekkoatletyce 1985 – bieg na 60 m mężczyzn
Bieg na 60 metrów mężczyzn – jedna z konkurencji biegowych rozgrywanych podczas halowych światowych igrzysk lekkoatletycznych w  hali Accor Arena w Paryżu. Eliminacje, półfinały i bieg finałowy zostały rozegrane 18 stycznia 1985. Zwyciężył reprezentant Kanady Ben Johnson.

## Rezultaty

### Eliminacje
Rozegrano 6 biegów eliminacyjnych, do których przystąpiło 30 biegaczy. Awans do półfinałów dawało zajęcie pierwszego miejsca w swoim biegu (Q). Skład półfinałów uzupełniło sześciu zawodników z najlepszym czasem wśród przegranych (q).
Opracowano na podstawie materiału źródłowego.
Bieg 1
| Miejsce | Zawodnik      | Czas | Uwagi |
| ------- | ------------- | ---- | ----- |
| 1       | Sam Graddy    | 6,83 | Q     |
| 2       | Anri Grigorow | 6,76 |       |
| 3       | Sim Deok-seop | 6,89 | NR    |
| 4       | Paulo Correia | 6,89 |       |
| 5       | Lars Pedersen | 6,92 |       |

Bieg 2
| Miejsce | Zawodnik          | Czas | Uwagi |
| ------- | ----------------- | ---- | ----- |
| 1       | Ronald Desruelles | 6,65 | Q     |
| 2       | Attila Kovács     | 6,80 |       |
| 3       | Kaoru Matsubara   | 6,84 |       |
| 4       | Mel Lattany       | 6,87 |       |
| 5       | John Hunt         | 6,98 | NR    |
| 6       | Mohamed Samantar  | 7,32 | NR    |

Bieg 3
| Miejsce | Zawodnik             | Czas | Uwagi |
| ------- | -------------------- | ---- | ----- |
| 1       | Lincoln Asquith      | 6,69 | Q     |
| 2       | Arnaldo da Silva     | 6,78 | q     |
| 3       | Pierfrancesco Pavoni | 6,80 |       |
| 4       | Fadi Micaelian       | 7,21 |       |
| 5       | Martin Muñoz         | 7,26 | NR    |

Bieg 4
| Miejsce | Zawodnik         | Czas | Uwagi |
| ------- | ---------------- | ---- | ----- |
| 1       | Stefan Burkart   | 6,66 | Q     |
| 2       | Ben Johnson      | 6,72 | q     |
| 3       | Antonio Ullo     | 6,75 | q     |
| 4       | Modesto Castillo | 6,85 | NR    |
| 5       | Ernawan Witarsa  | 6,99 |       |

Bieg 5
| Miejsce | Zawodnik           | Czas | Uwagi |
| ------- | ------------------ | ---- | ----- |
| 1       | Bruno Marie-Rose   | 6,67 | Q     |
| 2       | Cameron Sharp      | 6,71 | q     |
| 3       | Mohamed Purnomo    | 6,77 | q,    |
| 4       | Charles-Louis Seck | 6,78 |       |
| 5       | Faraj Saad Marzouk | 6,82 |       |

Bieg 6
| Miejsce | Zawodnik        | Czas | Uwagi |
| ------- | --------------- | ---- | ----- |
| 1       | Tony Sharpe     | 6,68 | Q     |
| 2       | Antoine Richard | 6,76 | q     |
| 3       | Clayton Kearney | 6,92 |       |
| 4       | Nabil Nahri     | 7,07 | NR    |

### Półfinały
Rozegrano 2 biegi półfinałowe, w których wystartowało 12 biegaczy. Awans do finału dawało zajęcie jednego z trzech pierwszych miejsc w swoim biegu (Q).
Opracowano na podstawie materiału źródłowego.
Bieg 1
| Miejsce | Zawodnik          | Czas | Uwagi |
| ------- | ----------------- | ---- | ----- |
| 1       | Ronald Desruelles | 6,62 | Q     |
| 2       | Sam Graddy        | 6,65 | Q     |
| 3       | Lincoln Asquith   | 6,66 | Q     |
| 4       | Tony Sharpe       | 6,66 |       |
| 5       | Antoine Richard   | 6,78 |       |
| 6       | Arnaldo da Silva  | 6,78 |       |

Bieg 2
| Miejsce | Zawodnik         | Czas | Uwagi |
| ------- | ---------------- | ---- | ----- |
| 1       | Bruno Marie-Rose | 6,62 | Q     |
| 2       | Ben Johnson      | 6,66 | Q     |
| 3       | Cameron Sharp    | 6,66 | Q,    |
| 4       | Antonio Ullo     | 6,71 |       |
| 5       | Stefan Burkart   | 6,77 |       |
| 6       | Mohamed Purnomo  | 6,78 |       |

### Finał
Opracowano na podstawie materiału źródłowego.
| Miejsce | Zawodnik          | Czas | Uwagi |
| ------- | ----------------- | ---- | ----- |
| 1       | Ben Johnson       | 6,62 |       |
| 2       | Sam Graddy        | 6,63 | PB    |
| 3       | Ronald Desruelles | 6,68 |       |
| 4       | Lincoln Asquith   | 6,69 |       |
| 5       | Bruno Marie-Rose  | 6,73 |       |
| 6       | Cameron Sharp     | 6,74 |       |